# Ла Стела (Венеција)
Ла Стела (итал. La Stella) је насеље у Италији у округу Венеција, региону Венето.
Према процени из 2011. у насељу је живело 19 становника. Насеље се налази на надморској висини од 8 м.